# Autocesta A11
Autocesta A11 je autocesta u Hrvatskoj koja povezuje gradove Sisak i Veliku Goricu sa Zagrebom i Zračnom lukom „Franjo Tuđman”.

## Projektiranje
Izgradnja autoceste započela je dana 5. travnja 2006. u Kušancu, u blizini budućeg čvora Velika Gorica jug. Radove su otvorili predsjednik vlade Ivo Sanader te ministri Božidar Kalmeta i Ivan Šuker. Planirana duljina autoceste iznosi 47,5 km, s trima dionicama: Jakuševec – Velika Gorica jug (9,5 km), Velika Gorica jug – Lekenik (20,2 km) i Lekenik – Mošćenica (17,8 km), gdje će se autocesta spojiti na postojeću državnu cestu D37 Sisak – Petrinja.
U ožujku 2007. godine ova je autocesta postala predmetom političkog spora između vladajućeg HDZ-a i grada Velika Gorica, čijim je gradonačelnikom bio Tonino Picula iz redova SDP-a. Vlada je optužila Piculu i SDP za sprječavanje donošenja izmjena Prostornog plana Zagrebačke županije, a time neizravno i gradnje A11. Picula je odbacivao takve optužbe.
Stanovništvo Turopolja potpisalo je predstavku u kojoj je tražilo reviziju trase na području od Mraclina do Lekenika kako bi se izbjegla devastacija naselja i okoliša te uštedilo na cijeni gradnje prebacivanjem trase na javno zemljište. Usporedni projekt izrađen je u Zavodu za prometnice Građevinskog fakulteta u Zagrebu. Akcija za promjenu trase autoceste Turpoljci traže godinama te dobiva sve veći prostor u hrvatskim medijima.
Dionica autoceste između Velike Gorice i Buševca duga 9 km puštena je u promet 9. svibnja 2009. Najznačajniji objekti su most preko kanala Sava-Odra, most Buna i most Barbarički Jarak. Izgrađeni su i čvorovi Buševec, te čvor Velika Gorica Jug kao i dva cestarinska prolaza – u Buševcu i Mraclinu.
Dionica autoceste između Buševca i Lekenika duga 11,2 km puštena je u promet 22. travnja 2015. Izgradnja ceste započela je 2010. godine, a izgrađeno je ukupno dvadeset objekata, i to dva mosta, prolaz za životinje, vijadukt, ekodukt (prijelaz za životinje), putni prolaz, šest putnih prijelaza te osam propusta. Izgrađeni su i čvor Lekenik s pripadajućim nadvožnjakom, cestarinski prolaz Lekenik i projektom planirani prateći uslužni objekt Pešćenica. Cestarina od čvorišta Lekenik do čvorišta Velika Gorica jug (naplatna postaja Mraclin) za osobne automobile iznosila je devet kuna.
Dionica autoceste između Jakuševca i Velike Gorice otvorena je 3. studenoga 2015., duga je 10,9 kilometara i nije u sustavu naplate cestarine. Na njoj su izgrađena ukupno četiri čvorišta i priključka: Jakuševec, Veliko Polje, Velika Gorica i Velika Gorica jug, dva vijadukta, industrijski kolosijek, pješački pothodnik te tri putna prijelaza. Puštanjem u promet nove dionice povezali su se Grad Zagreb i Velika Gorica punim profilom autoceste, što je omogućilo brži i sigurniji pristup terminalu najveće zračne luke u Hrvatskoj, smanjenje preopterećenost postojeće državne ceste D30 i povećanje sigurnosti u prometu. Autocesta A11 Zagreb – Sisak bi put od Zagreba do Siska trebala smanjiti za 15 do 20 minuta.

## Izlazi i gradovi
| Zagreb – Sisak (42,0 km)    |                                                |         |                          |                          |                              |                               |
| Grad Zagreb                 | (1)                                            | 0,0 km  | Čvorište Jakuševec       |                          | → Bregana / Zagreb / Lipovac | Otvorenje 3. studenoga 2015.  |
| Grad Zagreb                 | (2)                                            | 1,0 km  | Odra-Mlaka               |                          |                              | Otvorenje 3. studenoga 2015.  |
| Zagrebačka županija         | (3)                                            | 2,3 km  | Velika Gorica sjever     | Ž1038                    |                              | Otvorenje 3. studenoga 2015.  |
| Zagrebačka županija         | (4)                                            | 8,7 km  | Velika Gorica jug        |                          | Zračna luka „Franjo Tuđman”  | Otvorenje 9. svibnja 2009.    |
| Zagrebačka županija         | Zabrana prolaska bez zaustavljanja – cestarina | 12,1 km | Naplatna postaja Mraclin | Naplatna postaja Mraclin | Naplatna postaja Mraclin     | Otvorenje 9. svibnja 2009.    |
| Zagrebačka županija         | (5)                                            | 18,1 km | Buševec                  |                          |                              | Otvorenje 9. svibnja 2009.    |
| Sisačko-moslavačka županija | Prometni znak Parkiralište                     | 23,8 km | Odmorište Pešćenica      | Odmorište Pešćenica      | Odmorište Pešćenica          | Otvorenje 22. travnja 2015.   |
| Sisačko-moslavačka županija | (6)                                            | 29,4 km | Lekenik                  |                          |                              | Otvorenje 22. travnja 2015.   |
| Sisačko-moslavačka županija | Zabrana prolaska bez zaustavljanja – cestarina | 40,3 km | Naplatna postaja Sisak   | Naplatna postaja Sisak   | Naplatna postaja Sisak       | Otvorenje 22. listopada 2024. |
| Sisačko-moslavačka županija | (7)                                            | 42,0 km | Sisak                    |                          |                              | Otvorenje 22. listopada 2024. |
| Sisačko-moslavačka županija | → Karlovac / Popovača                          |         |                          |                          |                              |                               |

| Legenda | Legenda                  |
| ------- | ------------------------ |
|         | Čvor s drugom autocestom |

## Vanjske poveznice
|  | Zajednički poslužitelj ima još gradiva o temi Autocesta A11 |

- Autocesta A11 na stranicama Hrvatske udruge koncesionara za autoceste s naplatom cestarine  Arhivirana inačica izvorne stranice od 24. rujna 2015. (Wayback Machine)